# Município de Galion City
Localização do Ohio nos E.U.A.
O município de Galion City (em inglês: Galion City Township) é um município localizado no condado de Crawford no estado estadounidense de Ohio. No ano de 2010 tinha uma população de 10503 habitantes e uma densidade populacional de 612,67 pessoas por km².

## Geografia
O município de Galion City encontra-se localizado nas coordenadas 40° 44′ 11″ N, 82° 46′ 56″ O. Segundo a Departamento do Censo dos Estados Unidos, o município tem uma superfície total de 17.14 km², da qual 17.1 km² correspondem a terra firme e (0.27%) 0.05 km² é água.

## Demografia
Segundo o censo de 2010, tinha 10503 pessoas residindo no município de Galion City. A densidade populacional era de 612,67 hab./km².